# Émile-Félix Gautier
Émile-Félix Gautier, född 19 oktober 1864 och död 16 januari 1940, var en fransk geograf.

## Biografi
Gautier blev 1902 professor vid universitetet i Alger. Han vistades på 1890-talet på Madagaskar som geografisk forskare och chef för franska undervisningsväsendet där och har sedan 1902 företagit flera forskningsresor inom olika delar av Sahara. Han intog en ledande ställning inom Sahara-forskningen. Bland han talrika arbeten märks: Madagascar. Essai de géographie physique (1902), Missions au Sahara (2 band 1908-09, tillsammans med R. Chudeau), La conquête du Sahara (1919), Structure de l'Algérie (1922) och Le Sahara (1923).